# Ranchu
Der Ranchu (jap.: Katakana: ランチュウ; Kanji: 蘭鋳, 蘭虫 oder 卵虫) (deutscher Name: „Büffelkopf“) ist eine Zuchtform des Goldfisches (Carassius gibelio forma auratus, Bloch 1782). Er zeichnet sich durch eine „eiförmige“ Körperform und eine fehlende Rückenflosse aus.
Diese Zuchtform wird oft unbewiesen als Qualzucht angesehen.

## Geschichte
Die Goldfisch-Zuchtformen in China mit ihren mehreren hundert Variationen werden seit Jahrhunderten aus Mutationen von Carassius gibelio forma auratus (Bloch, 1782) genutzt.
Züchterischer Ursprung waren die rotgold gefärbten Mutationen des Silbergiebels.

## Zucht
Nach britischen Standard ist die Körperform rund, mit stärker gebogenem Rücken und kürzerer und stark abgespreizter geteilter Schwanzflosse. Der Schwanzstiel ist 90° geneigt, die Schwanzflosse soll dementsprechend tief getragen werden. Die Kopfhaube des Ranchu ist nicht so stark ausgeprägt wie beim Lionhead, ist aber auf jeden Fall auch auf den Seiten des Kopfes weit herunterreichend. Die Bauchflossen sind halb so lang wie die Körperhöhe; die anderen Flossen kürzer. Man unterscheidet zwischen sideview und topview Ranchu, die optimale Ansicht ergibt sich also von oben oder von der Seite. Die Zuchtform selbst ist nicht schwieriger zu züchten als jede andere Goldfischzuchtform auch. Die Anzahl brauchbarer Nachzuchten hängt von der Auswahl der Elterntieren aus einer gefestigten Zuchtlinie und der Erfahrung/dem Auge des erfahrenen Züchters ab. Wie bei allen Zierfisch-Zuchtformen ist eine Auslese der schönsten Tiere erforderlich. In der Regel kommen Ranchu aus warmen asiatischen Ländern. Abgesehen von Importen aus kühlen Regionen sind sie für Teiche in Deutschland eher nicht geeignet, für aquaristische Haltung sehr zu empfehlen.